# 放送対象地域
放送対象地域（ほうそうたいしょうちいき）とは、基幹放送において、同一放送番組を受信できることが適当とされる区域のことである。

## 定義
放送法第91条第2項第2号に「総務省令で定める基幹放送の区分ごとの同一の放送番組の放送を同時に受信できることが相当と認められる一定の区域」と規定している。

## 概要
上記の総務省令とは、放送法施行規則のことであり、第60条に別表のとおりとするとある。別表第5号第8には、「放送対象地域による基幹放送の区分」として次の通り規定している。
- 全国放送
- 広域放送 （定義は、別表第5号の（注）10の「三以上の都府県の各区域を併せた区域における需要にこたえるための放送」）
- 県域放送 （定義は、別表第5号の（注）11の「一の都道府県の区域又は二の県の各区域を併せた区域における需要にこたえるための放送」）
- コミュニティ放送 （定義は、別表第5号の（注）12の「一の市町村（特別区を含み、地方自治法第252条の19に規定する指定都市にあつては区とする。以下同じ。）の一部の区域（当該区域が他の市町村の一部の区域に隣接する場合は、その区域を併せた区域とし、当該区域が他の市町村の一部の区域に隣接し、かつ、当該隣接する区域が他の市町村の一部の区域に隣接し、住民のコミュニティとしての一体性が認められる場合には、その区域を併せた区域とする。）における需要に応えるための放送」）
- その他の放送

引用の促音の表記は原文ママ。
上記の4つの区分については、各々の記事を参照。
これらは、総務省告示基幹放送普及計画第1の1「基幹放送を国民に最大限に普及させるための指針」の（1）に規定する国内放送についてのものであり、具体的な範囲は告示基幹放送用周波数使用計画に規定している。
その他の放送には、「基幹放送を国民に最大限に普及させるための指針」の
- （1）のアの（ウ）に規定する外国語放送
- （2）に規定する内外放送
- （3）に規定する国際放送

がある。具体的な区域について、
- 外国語放送は、基幹放送普及計画第3の2の（2）のウに「東京都の特別区の存する区域、名古屋市、大阪市及び福岡市をそれぞれ中心として同一の放送番組の放送を同時に受信できることが相当と認められる区域として総務大臣が別に定める区域」とあり、具体的な範囲は告示[1]による。
- 内外放送は、規定していない。
- 国際放送は、「外国においてできる限り良好に受信できること」と規定するのみである。

## 放送対象地域の一部をカバーしていない事業者
放送法第92条には、「特定地上基幹放送事業者及び基幹放送局提供事業者（電波法の規定により衛星基幹放送の業務に用いられる基幹放送局の免許を受けた者を除く。）は、その基幹放送局を用いて行う基幹放送に係る放送対象地域において、当該放送があまねく受信できるように努めるものとする」と規定している。飛地、地形上の制約、物理的制約その他によりこの規定を達成していない主な事業者は次の通り（†は平成新局）。なおこれらの地域ではケーブルテレビを通して、該当する放送対象地域の都道府県内であれば区域外再放送に当たらないため、直接受信できない地域ではそれで補完受信することが可能であるが、テレビ北海道と琉球朝日放送は対象道県の面積が広範囲にわたるため一部ではケーブルテレビでの再放送すらもできない状態が続いていた（現在はデジタル新局として中継局が整備され、難視聴は解消されている）。
テレビ
- テレビせとうち（未だに視聴不可の地域も残されている）
- 山口朝日放送†（未だに視聴不可の地域も残されている）
- あいテレビ†、愛媛朝日テレビ†（未だに視聴不可の地域も残されている）
- 大分朝日放送†（未だに視聴不可の地域も残されている）

ラジオ（中波放送（AM）および超短波放送（FM））
ラジオでは受信聴取出来ずradiko（NHK R2除く）とらじる★らじる（NHK3波）配信でのみ聴取可能。
- FM NORTH WAVE†（網走エリア全域と札幌・函館・室蘭・旭川・帯広・釧路エリアの各一部地域で聴取不能）
- ふくしまFM†（会津地方西部・南部で聴取不能）
- TBSラジオ、文化放送、ニッポン放送、TOKYO FM、J-WAVE（小笠原諸島で聴取不能）
  - TOKYO FMについては現在既設の小笠原村営光ファイバーケーブルを使用した防災無線受信機により聴くことができる
- エフエム長崎（長崎市東部・西海市・対馬市・壱岐市・五島市などで聴取不能）
- エフエム鹿児島†（薩南諸島で聴取不能）
- NHK沖縄放送局（ラジオ第2･FM 大東諸島で聴取不能）
  - これまで聴取困難とされていたNHK沖縄放送局〈ラジオ第1のみ〉、琉球放送、ラジオ沖縄についてはFM波による中継局が2007年4月1日に開局しこの困難も解消された。また、NHKラジオ第2･FMについてはラジオ第1とともにNHKネットラジオ らじる★らじるの配信により聴取可能となった。ただし、九州・沖縄ブロックおよび沖縄県域放送は聴取ができない。
- エフエム沖縄（宮古列島を除く先島諸島と大東諸島で聴取不能）

テレビでは、平成新局は殆ど（アナログ放送で顕著だった）が規定を達成できていない。平成新局は資金面が乏しいことから、2006年以降の地上デジタル放送の中継局を多数設置できず、CS再送信やIP放送に任せてしまおうと検討する放送局があったが、総務省や地元自治体などの支援（建設費用の一部を助成すること）によりアナログ未開局地域を含めて先発局と同等の数で設置が進められ、逆に放送対象地域外に電波が飛んでいる場合がある（スピルオーバー現象。IP放送の場合、方式によっては全国からの受信を可能にしてしまうおそれがある）。デジタル放送の電界強度次第ではアナログ放送で難視聴であった地域でも鮮明に受信できる可能性も出てくる。
ラジオでは、上記以外のFMでも山間部などの辺境地の多くは難聴取となる地域も多い。AMは、波長の関係から送信鉄塔が高いものとなり、鉄塔を支えるためのワイヤー設置等で広大な土地が必要とする関係から、中継局を多数設置できず、民間基幹放送事業者を中心に放送対象地域全域をカバー出来ていないことが多く、一方で高出力局を中心にスピルオーバーが起こっている既存の親局・中継局が多いことから、既存局の増力はスピルオーバーをなお一層拡大させる問題があるため、増力を実施できないのが実情である。

## その他
放送区域とは、総務省令基幹放送局の開設の根本的基準に「一の基幹放送局の放送に係る区域」と定義されているもので、親局又は中継局である地上基幹放送局、すなわち送信所毎に定まるもので、放送対象地域とは異なるものである。